# Teplé jezero
Teplé jezero (estonsky Lämmijärv, setucky Lämmijärv́, rusky Тёплое озеро) je jezero na hranici estonských krajů Tartumaa a Põlvamaa a ruské Pskovské oblasti. Spolu s Čudským jezerem a Pskovským jezerem tvoří nepřerušenou vodní plochu označovanou jako Čudsko-pskovské jezero, nebo méně přesně jako Čudské jezero. Rozloha jezera je 236 km². Leží v nadmořské výšce 30 m a dosahuje hloubky 15,3 m.

## Vodní režim
Do jezera ústí řeka Võhandu a voda přitéká také průlivem z Pskovského jezera. Odtéká pak průlivem do Čudského jezera, které leží ve stejné nadmořské výšce.

## Osídlení
Na břehu leží město Räpina.